# Rosemary & Thyme
Rosemary & Thyme was een Engelse televisieserie waarin Felicity Kendal en Pam Ferris als de tuinierende detectives Rosemary Boxer en Laura Thyme optreden. De uitzendingen begonnen in 2003 en eindigden in augustus 2007. 
De serie is  een mengeling van tuinieren en detectiveonderzoek in binnen- en buitenland. Het is bedacht door Brain Eastman voor zijn vrouw Christabel Albery. Zij is fervent tuinierster.
Laura Thyme (Pam Ferris) was werkzaam bij de politie en werd door haar man verlaten omdat hij een jongere vrouw had gevonden. Rosemary Boxer (Felicity Kendal) is een biologie-lerares met een mislukte loopbaan. Samen zijn zij vastberaden begonnen allerlei moeilijke zaken op te lossen.

## Afleveringen
Serie 1 (2003)
- "And No Birds Sing" (2003)
- "Arabica and the Early Spider" (2003)
- "The Language of Flowers"  2003)
- "Sweet Angelica" (2003)
- "A Simple Plot" (2003)
- "The Tree of Death" (2003)

Serie 2 (2004)
- "The Memory of Water"  (2004)
- "Orpheus in the Undergrowth" (2004)
- "They Understand Me In Paris" (2004)
- "The Invisible Worm" (2004)
- "The Gongoozlers" (2004)
- "The Italian Rapscallion" (2004)
- "Swords Into Ploughshares" (2004)
- "Up The Garden Path" (2004)

Serie 3 (2005-07)
- "The Cup of Silence" (2005)
- "In A Monastery Garden" (2006)
- "Seeds of Time" (2006)
- "Agua Cadaver" (2006)
- "Three Legs Good" (2006)
- "The Gooseberry Bush" (2006)
- "Racquet Espanol" (2007)
- "Enter Two Gardeners" (2007)